# 11401 П'єральба
11401 П'єральба (11401 Pierralba) — астероїд головного поясу, відкритий 15 січня 1999 року.
Тіссеранів параметр щодо Юпітера — 3,596.